# Phytomyptera nigroaenea
Phytomyptera nigroaenea là một loài ruồi trong họ Tachinidae.